# Cocurès
Cocurès korábbi község Franciaország Okcitánia régiójában, Lozère megyében. Lakosainak száma 190 fő (2017. január 1.). Cocurès Les Bondons és Bédouès községekkel határos.
2016. január 1-jén Bédouès korábbi községgel egyesült és az így létrejött Bédouès-Cocurès új község része lett.

## Népesség
A település népességének változása:
| Lakosok száma | 163  | 165  | 169  | 182  | 153  | 197  | 204  | 210  | 501  | 190  |
|               | 1962 | 1968 | 1975 | 1982 | 1990 | 2008 | 2013 | 2015 | 2016 | 2017 |